# میلرتون (اکلاهما)
میلرتون(به انگلیسی: Millerton) شهری در ایالت اکلاهما کشور ایالات متحده آمریکا است که جمعیت آن در سرشماری سال ۲۰۱۰ میلادی، ۳۲۰ نفر بوده‌است.